# Peter Ward (Fußballspieler, 1955)
Peter Ward (* 27. Juli 1955 in Derby, Vereinigtes Königreich) ist ein ehemaliger englischer Fußballspieler.
Ward wechselte 1975 vom Verein Burton Albion zum Drittligisten Brighton & Hove Albion. Die Ablösesumme für den Stürmer lag bei £4000. Nach einem halben Jahr in der Reservemannschaft gab er am 27. März 1976 im Ligaspiel gegen Hereford United sein Debüt in der Profimannschaft und erzielte in der ersten Minute sein erstes Tor für den Verein.
In der Saison 1976/77 stellte er mit 36 Toren einen neuen Vereinsrekord auf und sicherte seinem Verein den Aufstieg in die Second Division. 1979 stieg er mit Brighton in die First Division auf.
Nach einem Hattrick in einem Länderspiel der englischen U-21-Nationalmannschaft wurde er im Oktober 1977 von Nationaltrainer Ron Greenwood zum WM-Qualifikationsspiel gegen Luxemburg eingeladen, blieb aber als Ersatzspieler auf der Bank. Seinen einzigen Einsatz in der Nationalmannschaft bestritt er am 31. Mai 1980 beim 2:1-Sieg Englands gegen Australien.
Im Oktober 1980 wechselte Ward zum Erstligisten Nottingham Forest. Für den Verein bestritt er 28 Spiele, in denen er sieben Tore erzielte. Da er sich nicht als Stammspieler etablieren konnte, wurde er 1982 zu den Seattle Sounders in die nordamerikanische Soccer-Liga ausgeliehen. Nachdem er für kurze Zeit nach Brighton zurückgekehrt war, spielte er noch bis 1987 für verschiedene Vereine in Nordamerika, wo er heute lebt.
| Personendaten    | Personendaten             |
| ---------------- | ------------------------- |
| NAME             | Ward, Peter               |
| KURZBESCHREIBUNG | englischer Fußballspieler |
| GEBURTSDATUM     | 27. Juli 1955             |
| GEBURTSORT       | Derby, England            |